# Escut de Malawi
L'escut de Malawi fou adoptat arran de la independència, el 6 de juliol de 1964.
Es tracta d'un escut tercejat en faixa: al primer, faixat ondat de quatre peces, d'atzur i argent, en referència al llac Malawi; al segon, de gules, un lleó passant d'or, record del passat colonial britànic; al tercer, de sable, un sol d'or ixent de la punta, que simbolitza el naixement de la llibertat de l'Àfrica, motiu que es repeteix també a la bandera estatal.
Està timbrat per un casc amb llambrequins d'or i de gules, damunt el qual hi ha un borlet amb els mateixos esmalts, somat d'una àguila peixatera amb les ales esteses que descansa damunt unes faixes ondades d'argent i atzur i ressalta sobre un sol d'or. Té com a suports un lleó a la destra i un lleopard a la sinistra, tots dos al natural i mirant de cara, que descansen damunt una terrassa de muntanyes (el massís de Mulanje) on hi ha una cinta amb el lema nacional en anglès: UNITY AND FREEDOM ('Unitat i llibertat').
Agafa alguns elements dels escuts d'armes del protectorat britànic de Nyasalàndia (1907-1953) i de la Federació de Rhodèsia i Nyasalàndia (1953-1963).

## Escuts utilitzats anteriorment

Escut del Protectorat Britànic de l'Àfrica Central
Escut de Nyasalàndia
Escut de la Federació de Rhodèsia i Nyasalàndia